# 내산면
내산면(內山面)은 대한민국 충청남도 부여군의 면이다.

## 행정 구역
- 금지리(金池里)
- 마전리(馬田里)
- 묘원리(妙院里)
- 온해리(溫蟹里)
- 율암리(栗巖里)
- 운치리(雲峙里): 행정복지센터 소재지.
- 저동리(苧洞里)
- 주암리(珠巖里)
- 지치리(芝峙里)
- 천보리(天寶里)

## 교통
- 국도 제40호선
- 지방도 제613호선
- 서천공주고속도로

## 교육
- 내산초등학교 (운치리)
  - 천보분교 (폐교) : 내산면 홍내로 423 (묘원리)
- 지티초등학교 (폐교) : 내산면 삽티로 913 (지티리)